# کاداورین
کاداورین (به انگلیسی: Cadaverine) با فرمول شیمیایی C5H14N2 یک ترکیب شیمیایی با جرم مولی ۱۰۲٫۱۷۸ گرم بر مول است.